# Fluxinella stellaris
Fluxinella stellaris là một loài ốc biển, là động vật thân mềm chân bụng sống ở biển thuộc họ Seguenziidae.